# 杨阳 (羽毛球运动员)
杨阳（1963年12月8日—），江苏南京人，中国羽毛球运动员，以步伐灵活見稱，是一位进攻型选手。

## 簡歷
杨阳于1975年开始接受羽毛球训练，1983年进入中国国家队。
杨在职业生涯中多次获得中国男子单打全国冠军，并于1987年、1989年两度获得世界羽毛球锦标赛男单冠军，亦曾代表中国羽毛球队两次夺得汤姆斯杯。其职业生涯几乎囊括了所有羽毛球国际大赛冠军，只缺少一座奥运会羽毛球正式比赛冠军（杨阳曾于1988年汉城奥运会上，夺得羽毛球比赛男单冠军。由于羽毛球在当时只是表演项目，故这个冠军不会列入官方的正式统计）和一座苏迪曼杯冠军（杨阳曾作为中国羽毛球队一员参加第一届苏迪曼杯赛事，但球队在半决赛2：3负于韩国队出局）。杨阳与印尼伊萨克·苏吉亚托、丹麦莫滕·弗罗斯特和中国的赵剑华并称为男单四大天王。杨阳更被推举为“四大天王”中的“王中王”。
杨于1990年退役，当年赴马来西亚执教，次年率马来西亚队一举夺得汤姆斯杯。其后，杨长期留在马来西亚经商，2000年后回国，在南京开设了以自己命名的羽毛球俱乐部。